# ELEX II
ELEX II (від Eclectic, Lavish, Exhilarating, Xenial) — рольова відеогра в жанрі Action/RPG, розроблена студією Piranha Bytes та видана THQ Nordic. Гра вийшла на платформах Microsoft Windows, Mac OS, Xbox One, Xbox Series X, PlayStation 4 та PlayStation 5 1 березня 2022 року. Друга гра в серії ELEX.
Сетинг гри еклектичний: розробники поєднали елементи середньовічного фентезі, постапокаліпсису та футуристичного кіберпанку. Головний герой, Джакс, живе у світі, що зазнав падіння комети. 

## Ігровий процес
Дослідження відкритого світу планети Магалан з механікою швидкої подорожі, реалізованої за допомогою реактивного ранця. Виконання квестів від NPC, спілкування з якими наповнене наслідковими діалогами. Запропоновано два види зброї: рукопашна та далекобійна.

## Сюжет
Головний герой все той же Джакс з першої частини гри. Він має ім'я, що є незвичним для ігор Piranha Bytes, в яких, зазвичай, у головний герой безіменний.
Через декілька років після того, як головний герой Джакс переміг Гібрида, з неба приходить нова загроза, звільнюючи небезпечні сили темного Елекса і наражаючи на небезпеку все живе на планеті. Щоб захистити світ на Магалані та безпеку власної сім'ї, Джакс повинен вирушити на завдання, щоб переконати фракції об'єднатися проти загарбників. 

## Оцінки й відгуки
ELEX II отримала змішані оцінки, отримавши середні бали на Metacritic. 65 балів на PC, 67 на Xbox та 70 на PlayStation. 